# Transport kolejowy w Senegalu

Sieć kolejowa Senegalu. Na zielono oznaczono linię Dakar-Niger. Na czarno pozostałe linie kolejowe.

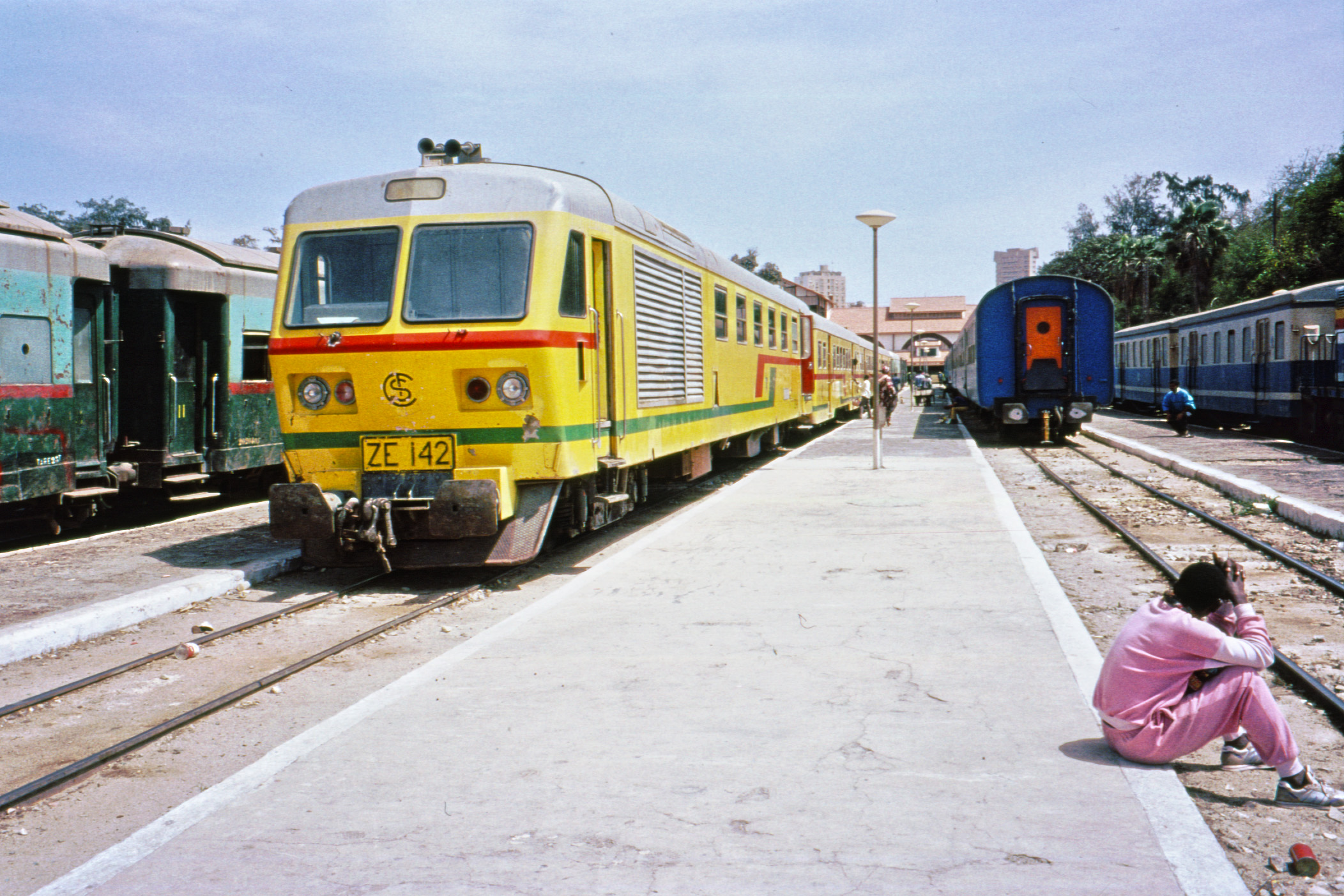
Pociąg w Dakarze w 1991 roku

Transport kolejowy w Senegalu – system transportu kolejowego działający na terenie Senegalu.
W Senegalu istnieje 906 km linii kolejowych. Wszystkie linie są niezelektryfikowane. Linie mają metrowy rozstaw szyn – 1000 mm. Ponadto istnieje jeszcze kolej miejska w Dakarze, która posiada normalny rozstaw szyn i jest zelektryfikowana (napięcie 25kV 50 Hz).
Jedną z najważniejszych linii kolejowych jest linia Dakar-Niger.